# داگرئوتایپ

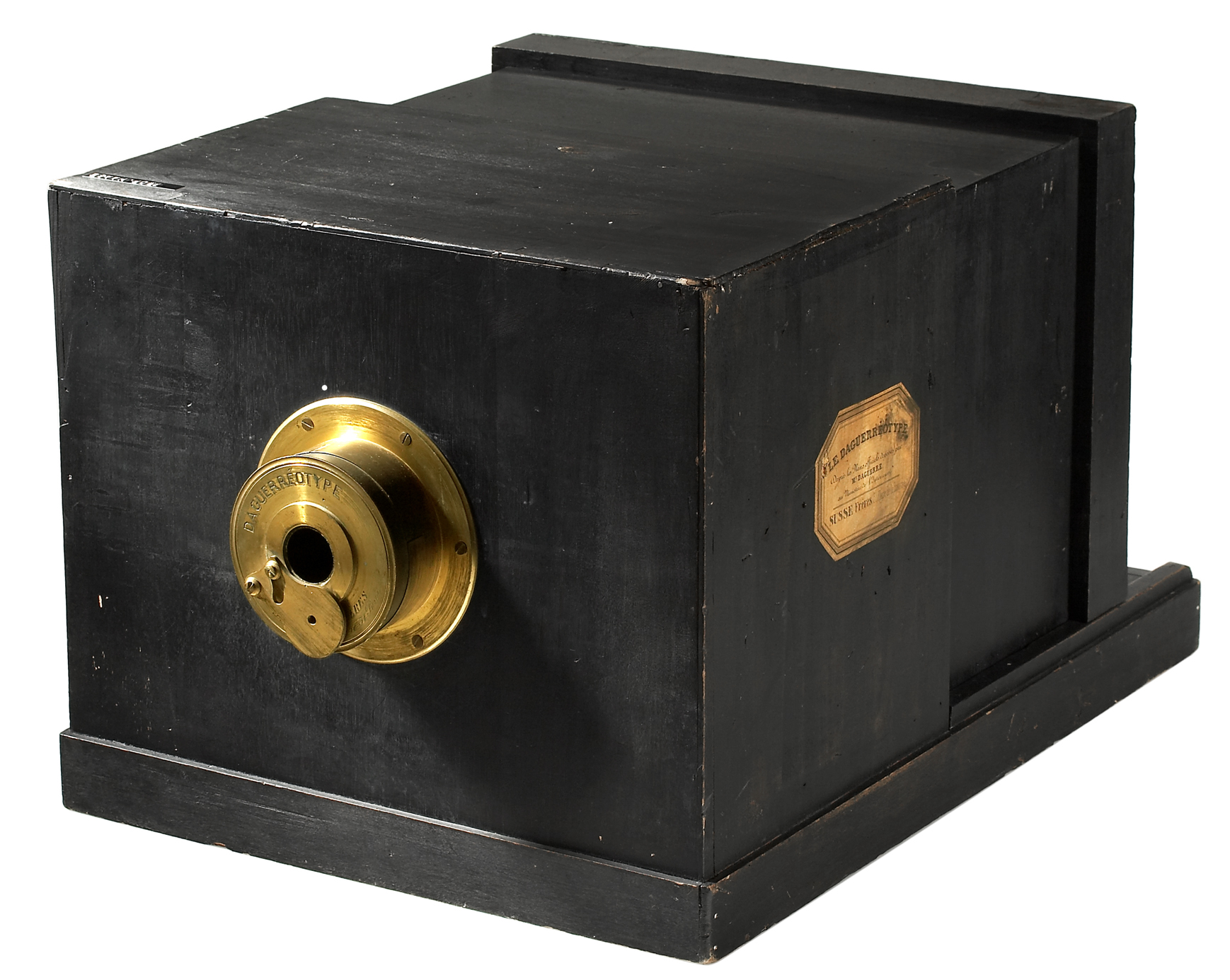
داگرئوتایپ

داگرئوتایپ یا داگرئوتیپ (به فرانسوی: Daguerréotype) نخستین فرایند عکاسی در دسترس عموم بود. در طول دهه‌های ۱۸۴۰ و ۱۸۵۰ به‌طور گسترده‌ای مورد استفاده قرار گرفت. «داگرئوتایپ» همچنین به تصویری اشاره دارد که از طریق این فرایند ایجاد شده است.
داگرئوتایپ که توسط لویی داگر ابداع و در سال ۱۸۳۹ در سراسر جهان معرفی شد، در سال ۱۸۶۰ تقریباً به‌طور کامل جایگزین روش‌های دیگر شد؛ این فرایند در زمان خود جدید و کم‌هزینه‌تر بود. احیای داگرئوتایپ از اواخر قرن بیستم توسط تعداد کمی از عکاسان علاقمند به استفاده هنرمندانه از فرآیندهای اولیه عکاسی وجود داشته است.
برای ساختن تصویر، یک داگرئوتایپیست، ورق مسی با روکش نقره، همانند آینه، پرداخت کرده و سطح آن توسط ماده‌ای که به نور حساس بوده پوشانده می‌شد.
در این تکنیک اطراف عکس مقداری کدر می‌شد. نام «داگرئوتایپ» به درستی تنها به یک نوع تصویر و عکس خاص اشاره دارد، محصول فرآیندی که فقط از اوایل دهه ۱۸۴۰ تا اواخر دهه ۱۸۵۰ مورد استفاده گسترده قرار داشت.
داگرئوتایپ نخستین روش موفق در ثبت عکسهای دائمی و استفادهٔ تجاری از عکاسی است. در این روش، به صفحهٔ نقره‌ای مدتی بخار ید می‌دهند تا قشر نازکی از یدور نقره بر روی آن قرار گیرد سپس این صفحه را در دوربین می‌گذارند و عکسبرداری می‌کنند. این روش را لوئی داگر مخترع و عکاس فرانسوی در سال ۱۸۳۷ میلادی اختراع کرد.

## اولین داگرئوتایپ در ایران

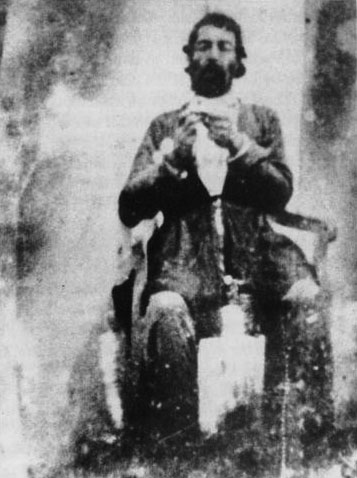
عکس از خود ملک قاسم میرزا تنها عکس بازماندهٔ داگرئوتایپ ایرانی.

کمی پس از معرفی دستگاه داگرئوتایپ به اروپا (۱۸۳۹) نیکلای یکم روسیه، تزار روسیه و ملکه ویکتوریای بریتانیا هر کدام یک نمونهٔ آن را به محمدشاه قاجار هدیه دادند. نخستین کسی که مأمور بهره‌برداری از این دستگاه‌ها شد ژول ریشار فرانسوی بود. او در آن زمان عکس‌هایی گرفت که اکنون هیچ‌کدام از آن‌ها موجود نیست. ملک قاسم میرزا فرزند فتحعلی‌شاه نیز در تبریز به این روش عکس‌برداری نموده که در واقع تنها عکس بازمانده از اوست.

## نگارخانه

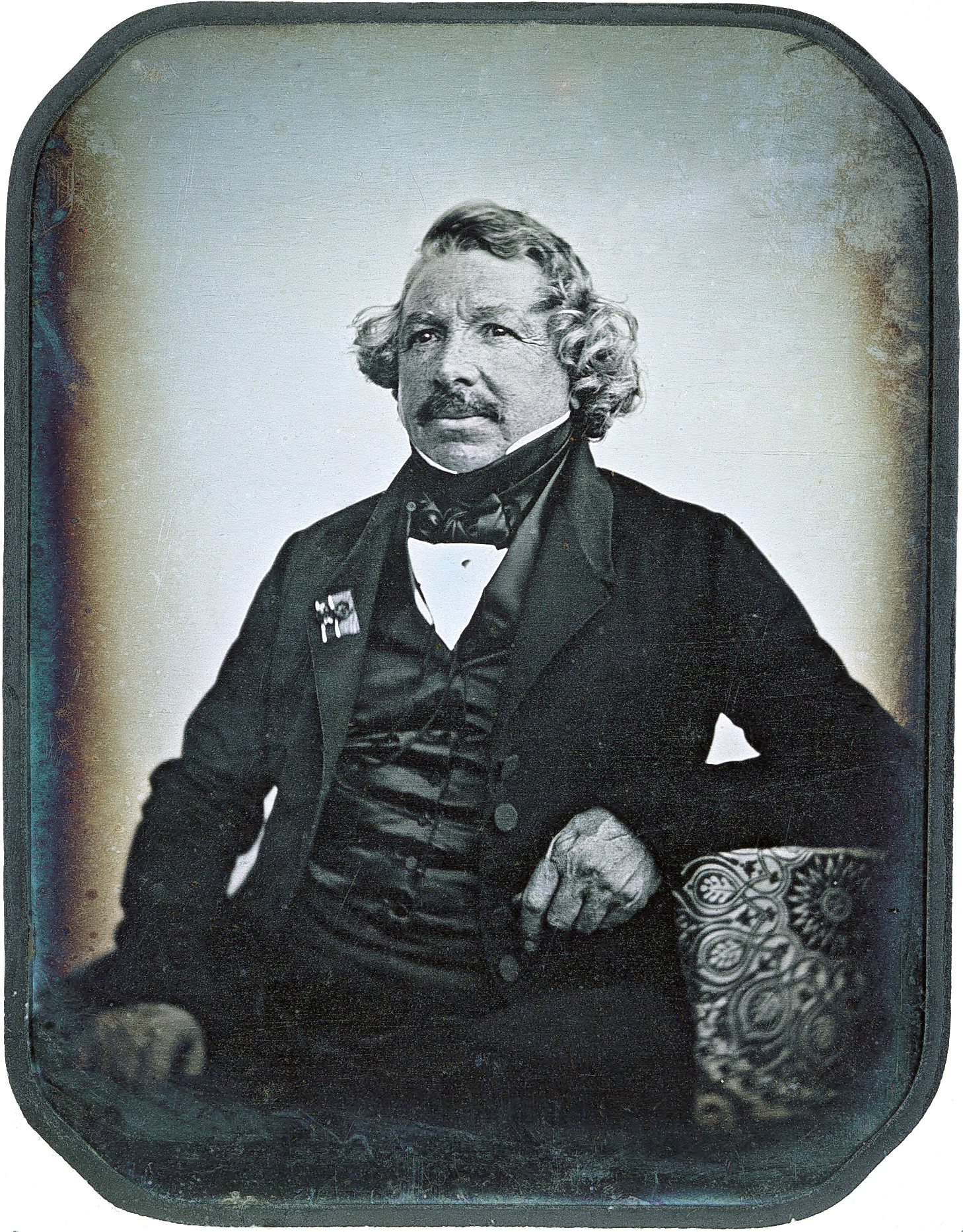
لوئی داگر در سال ۱۸۴۴
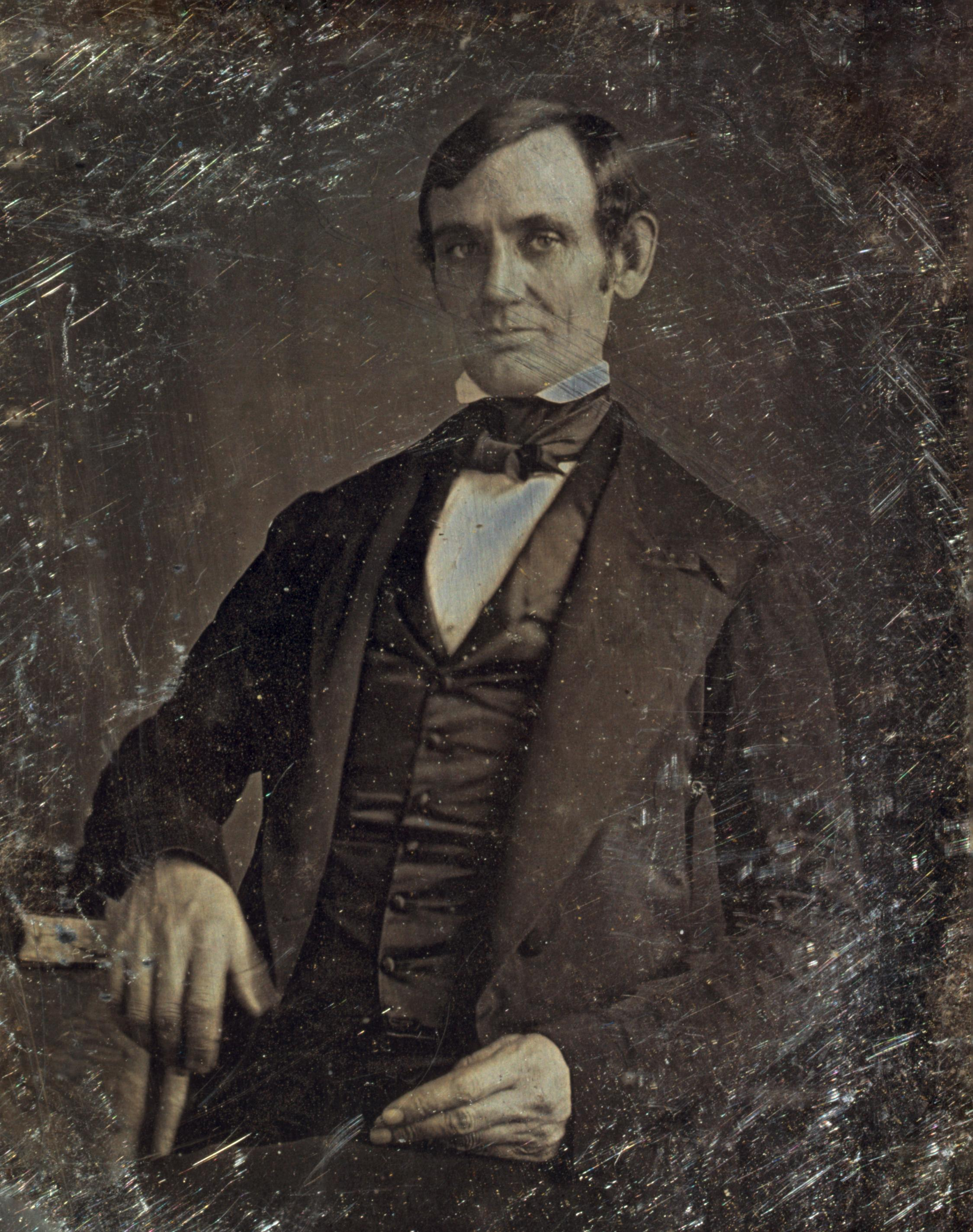
نخستین تصویر تأیید شده از آبراهام لینکلن، منتخب کنگره در سال ۱۸۴۶، تصویر از نیکلاس اچ. شپرد
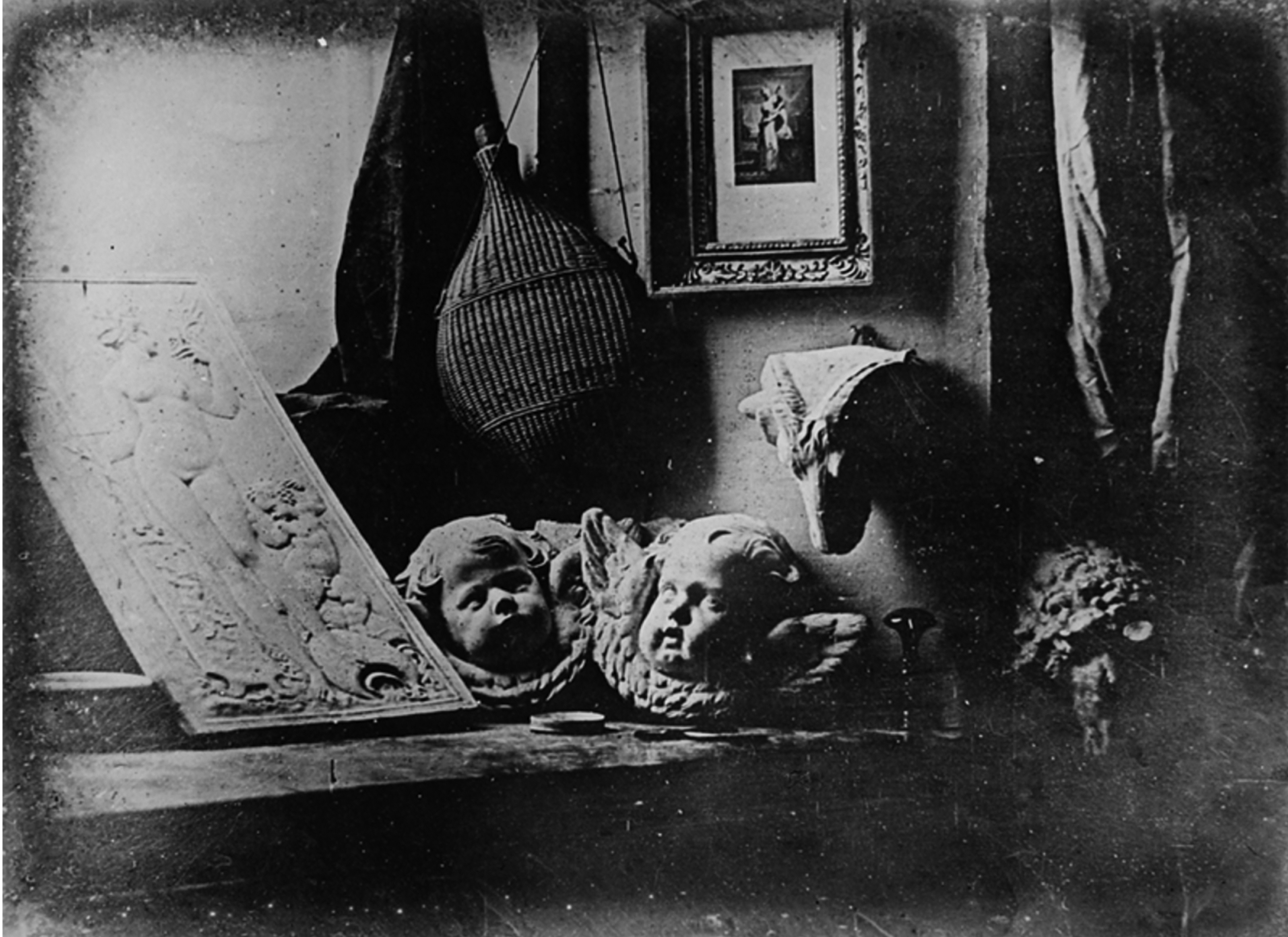
یک عکس داگرئوتایپ که توسط لوئی داگر در سال ۱۸۳۷ عکسبرداری شده
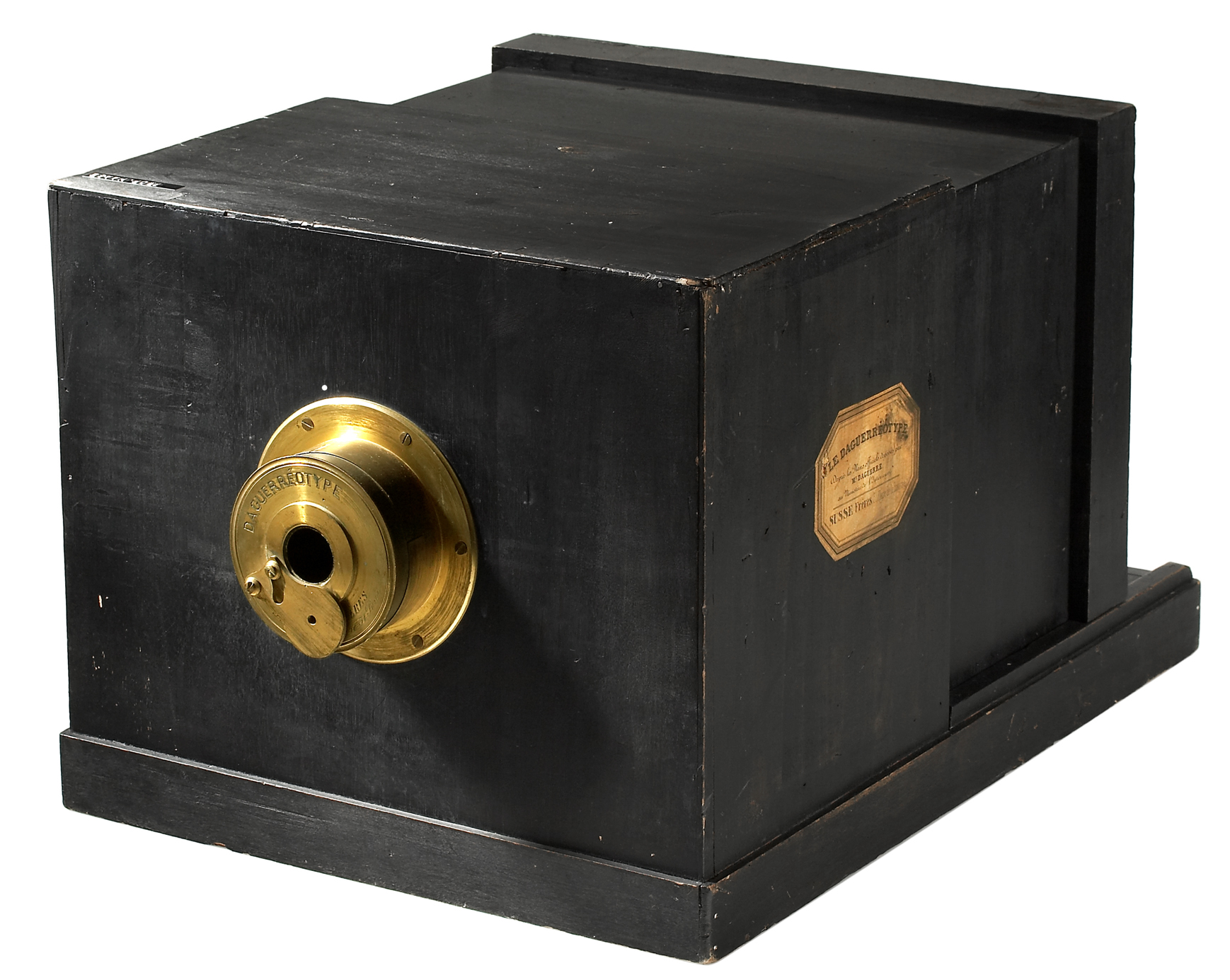
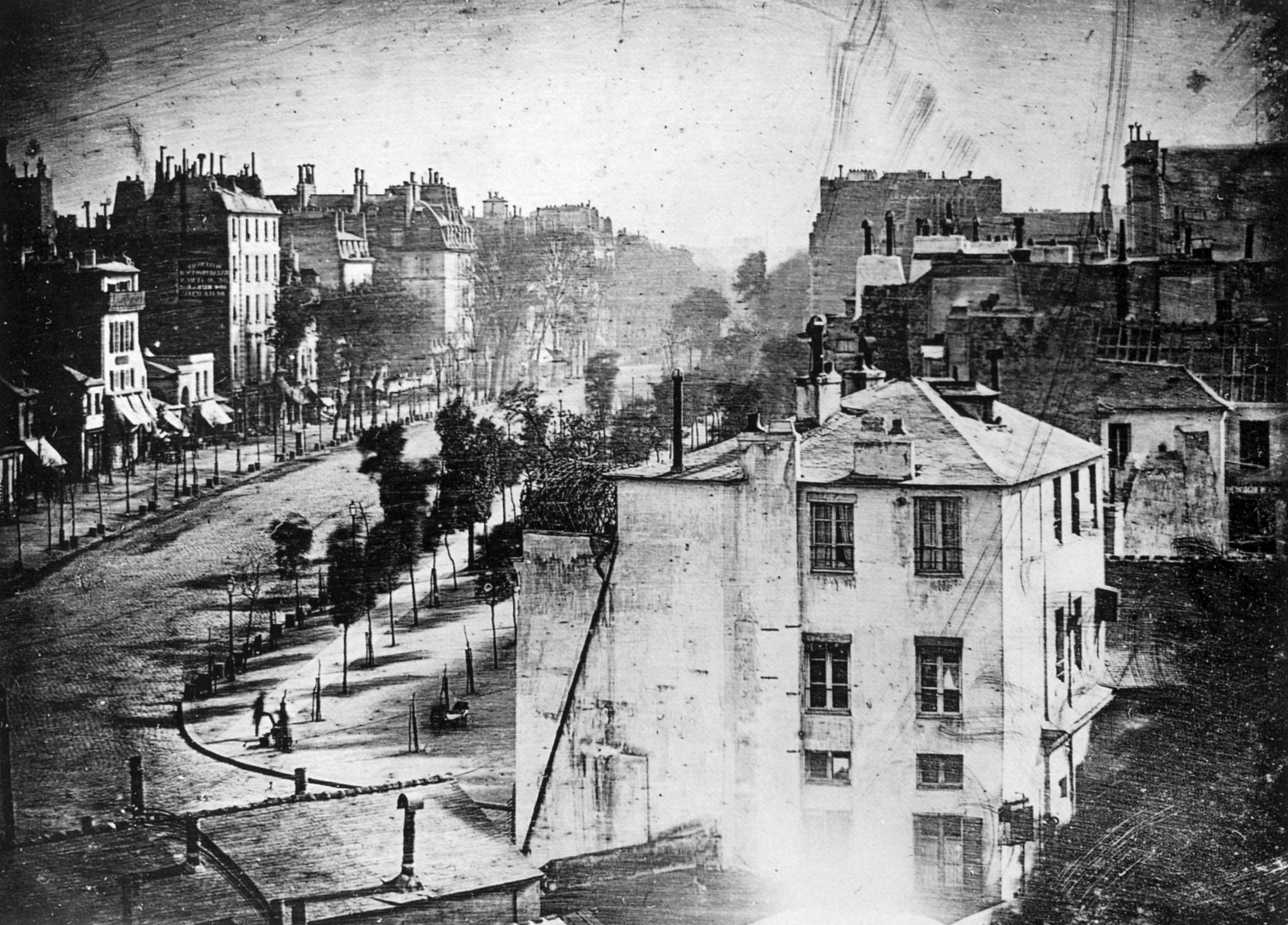
بلوار تمپل پاریس، بهار ۱۸۳۸ عکاس لوئی داگر
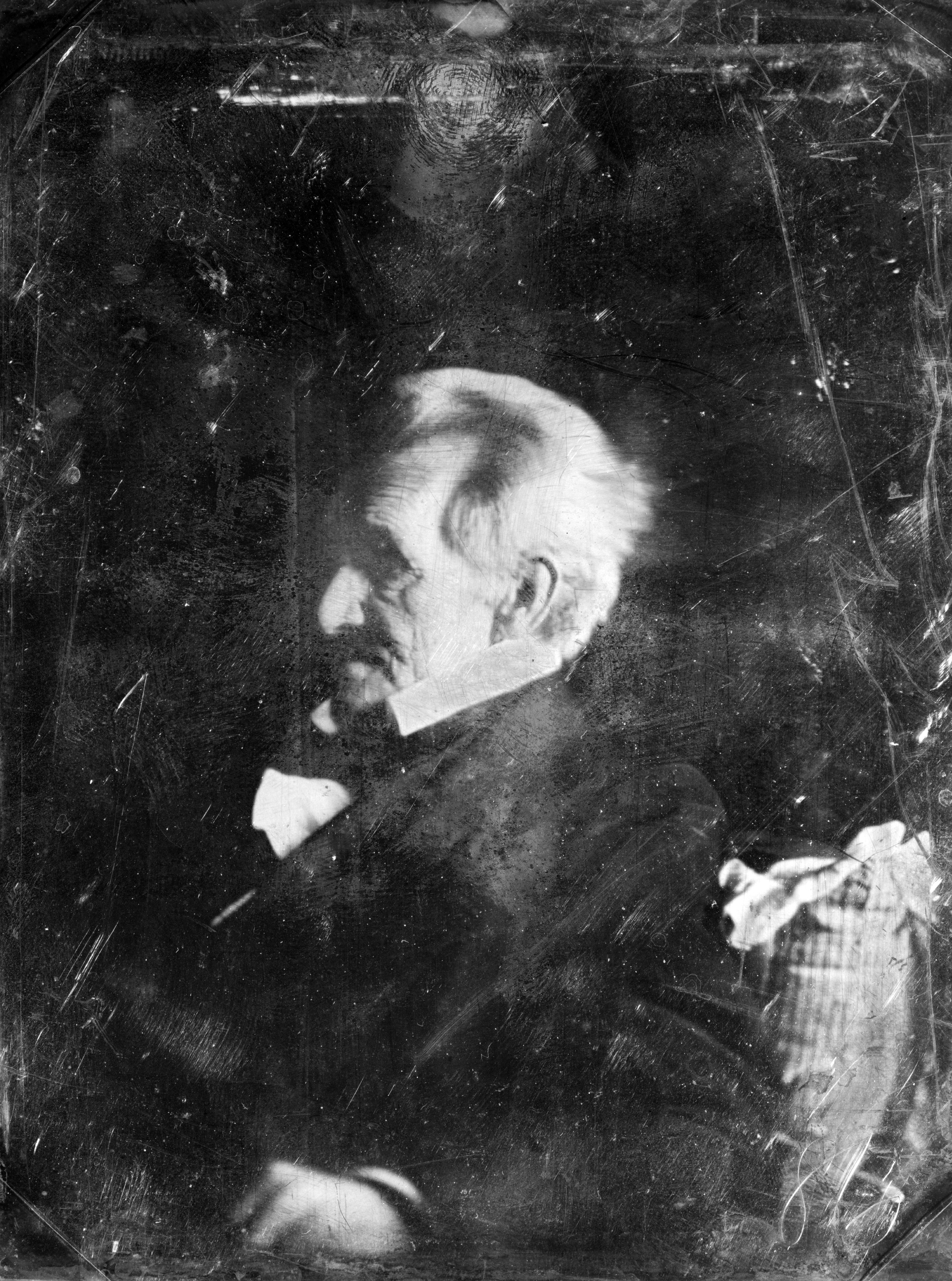
اندرو جکسون ۱۸۴۴ یا ۱۸۴۵ رئیس‌جمهور آمریکا
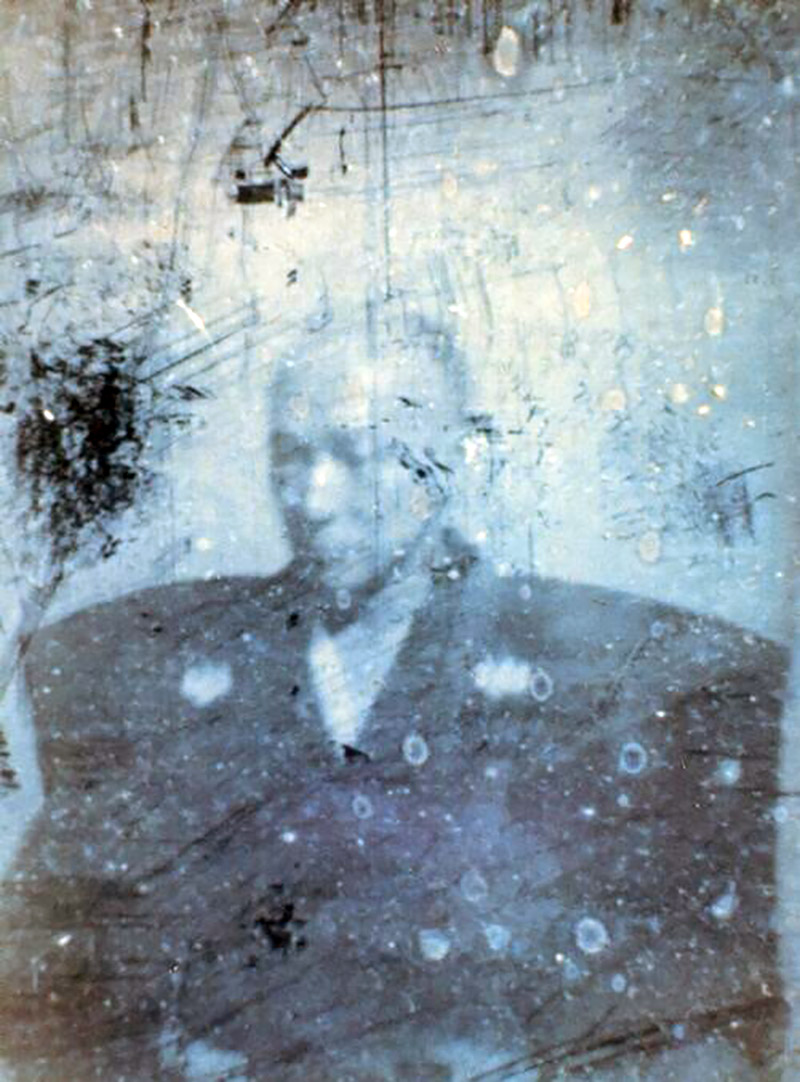
شیمازو ناری‌آکیرا، ارباب ژاپنی در سال ۱۸۵۷
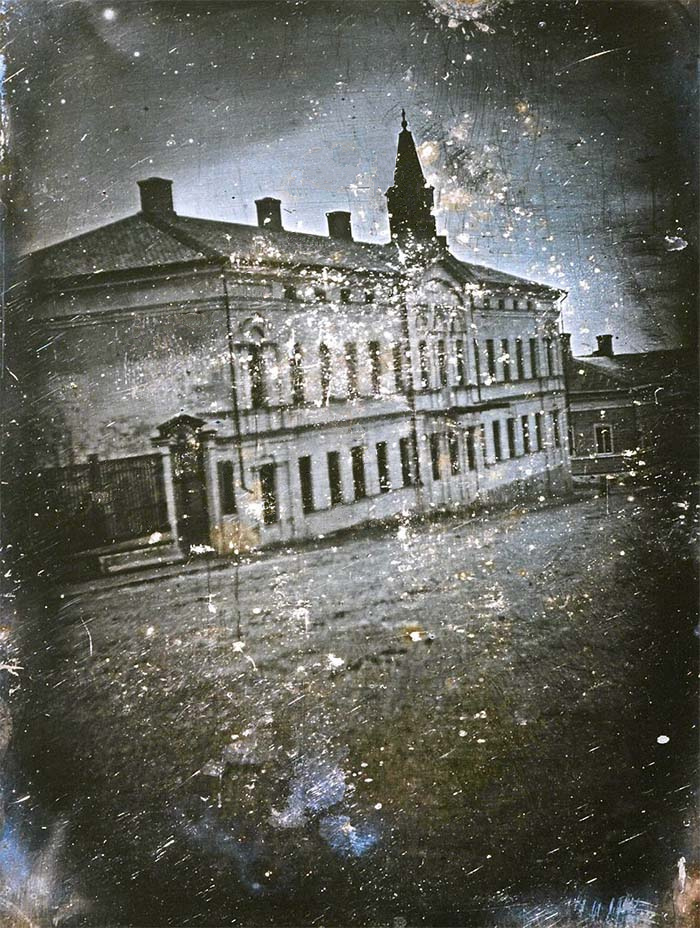
عکس داگرئوتایپ از خانهٔ نوبل در تورکو از سال ۱۸۴۲
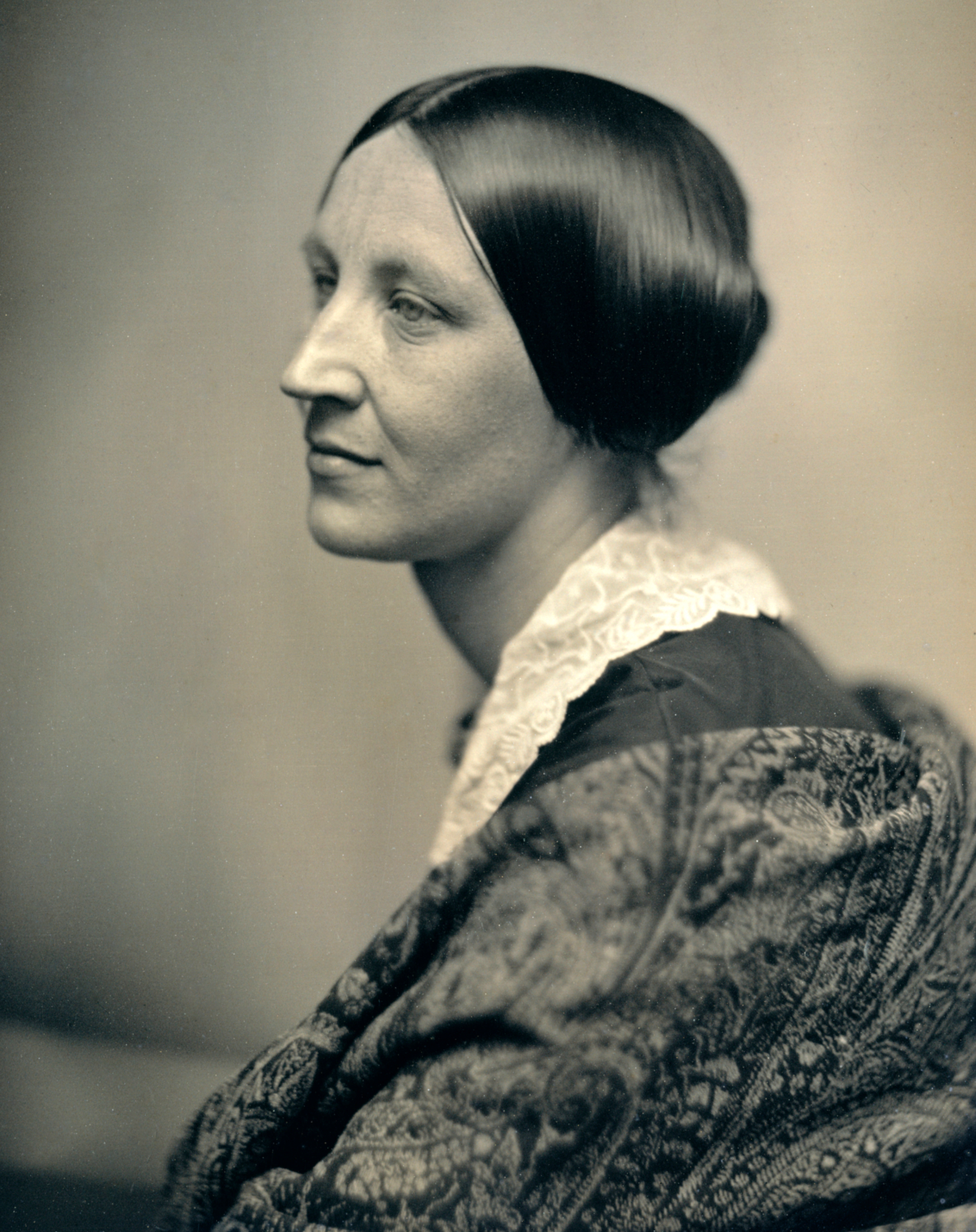
داگرئوتایپ یک زن ناشناس، ج. ۱۸۵۰